# Алексеева, Римма Николаевна
Римма Николаевна Алексеева (род. 1930) — советский врач, депутат Верховного Совета СССР.

## Биография
Родилась в 1930 году. Русская. Член КПСС с 1962 года. Образование высшее — окончила Ставропольский медицинский институт.
С 1955 года, после окончания института, заведующая врачебным участком. В 1956-1959 годах врач-ординатор санатория «Клухори». С 1959 года главный врач санатория «Джамагат», старший медицинский инспектор Кисловодского совета по управлению курортами. С 1966 года главный врач базового санатория «Москва», г. Кисловодск.
Депутат Совета Союза Верховного Совета СССР 9 созыва (1974—1979) от Пятигорского избирательного округа № 103 Ставропольского края. Член Планово-бюджетной комиссии Совета Союза.